# FlightGlobal

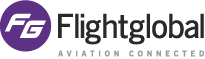
Logotip de l'empresa.

FlightGlobal és un lloc web de notícies i informació que cobreix les indústries aeroespacial i de l'aviació. A més a més, ofereix una zona comunitària per a molts grups en el si d'aquestes indústries.
El lloc web fou llançat el febrer del 2006 com a lloc web de la revista Flight International, Airline Business, ACAS, Air Transport Intelligence (ATI), The Flight Collection i altres serveis i directoris.
FlightGlobal és un recurs sobre la història de l'aviació, amb un arxiu de més d'1 milió d'imatges que es remunten a la fundació de Flight el 1909. S'hi poden cercar milers d'imatges i números antics de Flight.
FlightGlobal fou guardonat amb el premi al millor lloc web d'empresa de l'any a l'edició del 2010 dels Digital Publishing Awards de l'Association of Online Publishers. Segons els membres del jurat, «El lloc web empra tota la gamma d'eines digitals, amb especial èmfasi en el compromís i l'ús eficaç dels mitjans socials en un medi d'empresa a empresa».